# Línea de la Avenida Franklin

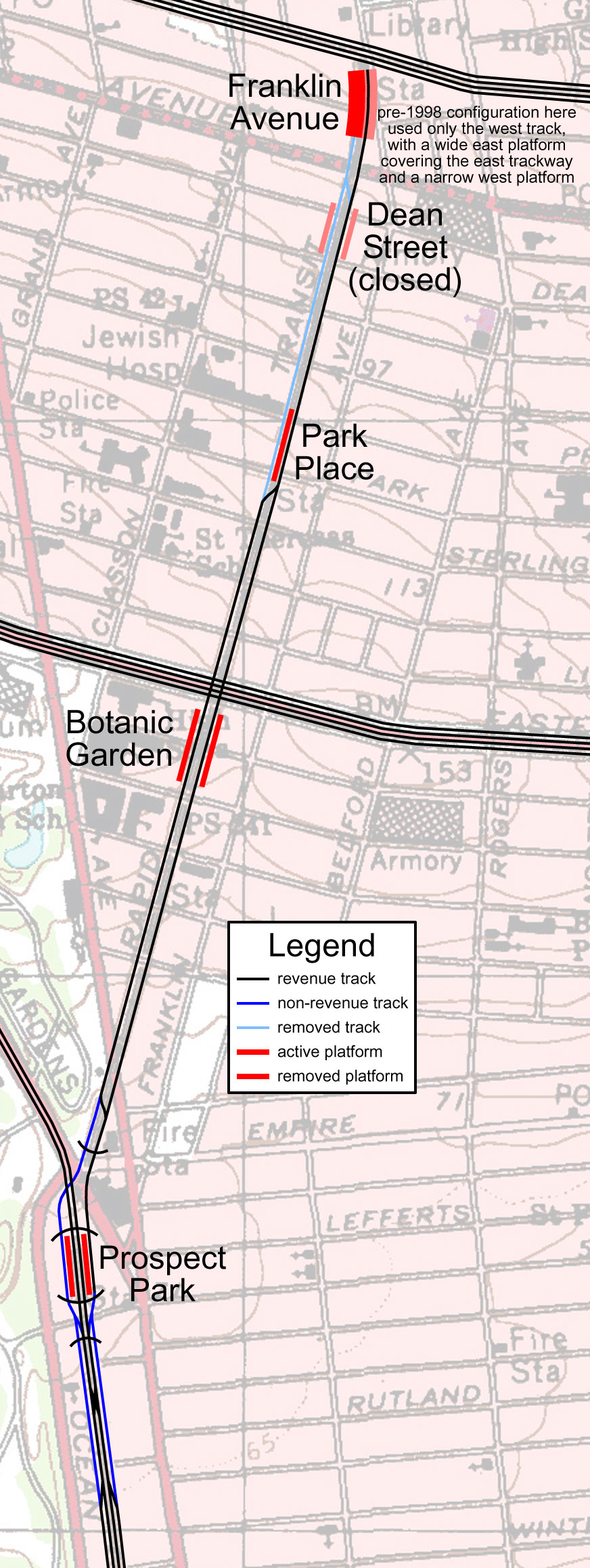
Mapa de la línea de la Avenida Franklin

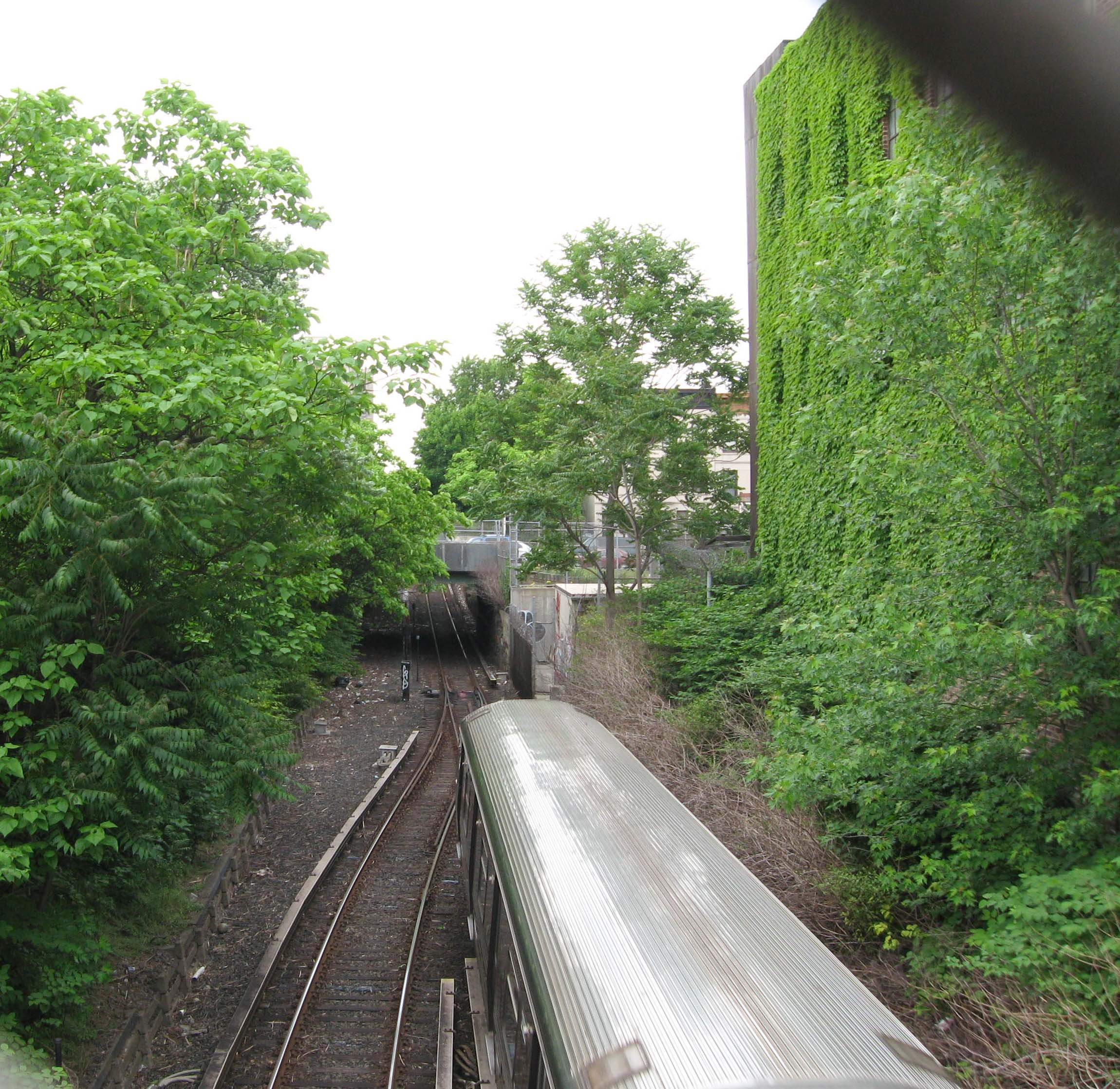
En la trinchera norte.

La línea de la Avenida Franklin (o conocida en inglés como Franklin Avenue Shuttle y Brighton-Franklin Line) es una línea subterránea del metro de la ciudad de Nueva York en Brooklyn, Nueva York. Todo el servicio es proveído todo el tiempo por el Servicio de Trenes Expresos.

## Historia
La línea de la Avenida Franklin fue parte de la línea principal del Ferrocarril Brooklyn, Flatbush y Coney Island y de la línea Brighton Beach, después conocida como la línea Brighton. Abrió formalmente el 18 de agosto de 1878, alrededor de seis semanas después que el resto de la línea abriera. Esta parte de la línea Brighton Beach representa un compromiso de enrutamiento. El BF&CI hubiese preferido una ruta más directa hacia el centro de Brooklyn, pero en vez de eso tuvieron que hacer una ruta al norte hacia la estación Bedford del Ferrocarril de Long Island, donde los trenes de Brighton podrían operar a las últimas terminal del ferrocarril en la Avenida Flatbush y la Avenida Atlantic.
Sin embargo el ferrocarril de Long Island, tomó el control del Ferrocarril de Nueva York y Manhattan Beach, un competidor de BF&CI, violó el acuerdo para facilitar la igualdad de acceso a la terminal de la avenida Flatbush. Después de la temporada de 1882, la línea Brighton fue forzara a que los trenes terminaran en Bedford, una situación en la que después la llevó a bancarrota.
En 1896, Brighton, ahora como el Ferrocarril Brooklyn y Brighton Beach ganó una conexión con el Ferrocarril elevado del condado de Kings por medio de una rampa y un ferrocarril elevado, conectándola con la antigua línea hacia la Avenida Franklin y la Calle Fulton. Esto permitió que el ferrocarril del condado de Kings operara con sus trenes de vapor en Brighton Road vía la Avenida Franklin, permitiendo que los pasajeros de Brighton tuvieran un acceso directo al centro de Manhattan vía el puente de Brooklyn.
La conexión del ferrocarril del condado de Kings estaba mucho más inferior a lo ideal, y la compañía del Transporte rápido de Brooklyn, en la cual acabó como el arrendador del Ferrocarril del Condado de Kings y el B&BB roads, negoció una ruta subterránea más directa bajo la Avenida Flatbush como parte del contrato 4 de los contratos Dual de 1913. La construcción de esta nueva conexión contribuyó al peor desastre ferroviario en la historia de los Estados Unidos, también conocido como choque en la Calle Melboune o el Accidente de la línea Brighton Beach cuando, el 1 de noviembre de 1918, un tren elevado de madera de 5 vagones se descarriló y chocó con las paredes del nuevo túnel, matando a 93 personas. 
El 1 de agosto de 1920, el nuevo metro abrió y se convirtió en la línea principal para la línea Brighton. Durante ese tiempo, el alineamiento de la Avenida Franklin fue establecida como la línea Brighton-Franklin y fue desconectada de las vías hacia el Puente de Brooklyn y Manhattan. Hasta 1982 la línea continuó operando en los servicios de trenes elevados en la línea principal de Brighton Beach, después que los servicios similares continuaran con trenes de vapor.
Para la excursión de verano de 1924, la línea de la Avenida Franklin fue actualizada para la operación de trenes de seis vagones, asignados con el número 7. Los servicios usaron la línea Brighton durante la mayor parte del día. Durante la estación cálida, los servicios expresos operan los fines de semana hacia Coney Island.
Después de que la línea pasara en 1944 a propiedad de la ciudad, los servicios de Brighton-Franklin empezaron a disminuir gradualmente. Un importante golpe al servicio de vialidad ocurrió en 1954 cuando el tren D de la división IND fue extendida hacia Coney Island vía la línea Culver, privó a la línea Franklin de un importante punto de tráfico, con pasajeros de Harlem y el Bronx, en la cual ahora tienen una ruta directa hacia Coney Island. El servicio expreso de Brighton-Franklin dejó de operar en 1959, y en 1963 la línea de la Avenida Franklin se convirtió en un servicio "shuttle" de tiempo completo.

## Cronología
1878: El 18 de agosto — El actual shuttle de la Avenida Franklin abrió como la última parte del Ferrocarril Brooklyn, Flatbush & Coney Island, seis semanas después que el resto de la línea. Permitió a los trenes de excursión del BF&CI que se conectaran con el ferrocarril de Long Island en Bedford para tener acceso hacia el centro de Brooklyn. La línea opera en la superficie desde la Avenida Atlantic (terminal Bedford) hacia Park Place, después en un corte abierto se conecta con el resto de la línea en Prospect Park.
1896:. Una rampa y un corto ferrocarril elevado conecta la línea con el ferrocarril elevado del condado de Kings y los trenes del ferrocarril de kings empiezan a operar entre el puente de Brooklyn y Brighton Beach. Los trenes del BF&CI continúan operando desde la terminal Bedford Terminal, pero esta conexión próximamente será abandonada, ya que las conexión de las vías están retenidas.
1899: La primera electrificación en la línea Brighton, incluyendo a la línea de la Avenida Franklin, se logró gracias a cables de tranvías. Los trenes que usan tercer riel en servicios elevados elevan los polos de tranvías en la estación de la Avenida Franklin. Algunos trenes de vapor operan bajo diferentes circunstancias durante varios años más.
1905-1906: Los últimos pasos a nivel fueron eliminados en la vecindad de Park Place por una estructura elevada para conectar la antigua estructura elevada y una parte de corte abierto. En los años siguientes, algunos de los puentes existentes fueron reforzados o reemplazado y alguna de las vías elevadas fueron puestas en un terraplén de concreto. 
1920: El 1 de agosto — la línea Brighton Beach es conectada con la línea Broadway vía una conexión bajo la Avenida Flatbush hacia la estructura elevada de la Calle Fulton para que el servicio sobre el puente de Brooklyn ya no fuera posible. Los trenes del metro de Nueva York y los trenes elevados de la Avenida Franklin comparten operaciones con Coney Island.
1924: Para la temporada de verano, las plataformas en las líneas fueron extendidas y modificadas para la operación de los trenes del metro. 
1928: Los últimos trenes elevados transitaron por la línea de la Avenida Franklin. 
1999: La línea es reabierta después de una completa reconstrucción, en la cual se reconstruyó la infraestructura de soporte de las estaciones. El MTA consideró abandonar la línea en los años 1930 debido al deterioro de la línea; y debido a la presión de la comunidad, los convencieron para que la reconstruyeran y estuviera un servicio "shuttle".

## La línea de hoy en día
El servicio de "shuttle" de la Avenida Franklin fue completamente rehabilitado entre 1998 y 1999, después de que el MTA la consideraba abandonar. La presión de la comunidad forzó al MTA a rehabilitarla en vez de abandonarla, y como resultado la mayoría de los soportes de infraestructuras tuvieron que ser completamente rehabilitados hasta su apertura en 1999.  
En la Avenida Franklin y la Calle Fulton, donde el ferrocarril elevado de la línea de la Calle Fulton tuvo que darle espacio a la línea de la Calle Fulton, una gran estación está construida con moderna arquitectura, elevadores y escaleras, proveyendo un acceso fácil y rápido entre el shuttle  y la línea IND. Desde esa estación, la mayoría de los trabajos hechos de acero tuvieron que ser removidos y reemplazados con materiales de construcción más fuerte y estándares. La línea transita en una sola vía desde la Avenida Franklyn y la Calle Fulton hacia otra nueva estación en Park Place. Aunque esta parte de la usa los viaductos antiguos de 1903 y 1905, es virtualmente nueva desde 1999. 
Después de Park Place, la línea se amplía de una a dos vías y el derecho de paso con la reconstrucción de 1999, volvió a tener el mismo estilo del que tenía en 1878, incluyendo los estilos antiguos de vías del túnel bajo Eastern parkway, en el extremo sur en la cual es ahora la nueva estación del Jardín Botánico de 1928. 
Todas las estaciones de arriba fueron reconstruidas o revitalizadas, incluyendo obras de arte distintivo, mampostería y hierro fundado por el programa "Arte en el Transporte" por la Autoridad de Tránsito de la Ciudad de Nueva York.
Del Jardín Botánico, la línea continua en las vías originales de 1878 a su conexión con la parte principal de la línea Brighton Beach en Prospect Park. Antes de entrar en Prospect Park, la mayoría de los trenes cambian a las vías de sentido norte para poder entrar a la estación, cuya terminal queda en esta estación.

## Información de encadenamiento
La línea de la Avenida Franklin está designada con la letra BMT O (letra "O").

### Designación cero
- La Designación cero es BMT Eastern, localizada en la intersección de la línea del Puente de Brooklyn y de la estación de la Calle Chambers de la línea de la Calle Nassau por medio de la línea elevada del puente de Brooklyn y la antigua línea de la Calle Fulton. Las cadenas colindan en la estación de la Avenida Franklin.

### Direcciones de ferrocarriles
El ferrocarril norte se dirige hacia la Avenida Franklin

### Numeración de vías
| De                     | A                              | Ordenación de vías | Comentarios                                                                                                |
| ---------------------- | ------------------------------ | ------------------ | --- |
| Avenida Franklin       | sobre Park Place               | O2                 | vía bi-direccional                                                                                         |
| S. de Park Place       | Extremo norte de Prospect Park | O1-O2              | O1 con sentido sur                                                                                         |
| Estación Prospect Park |                                | A1-A3-A4-A2        | A1 es raramente usado A3 y A4 son las líneas principales de Brighton Franklin es la parada principal de A2 |

## Lista de estaciones
| Leyenda de la estación de servicio | Leyenda de la estación de servicio |
| ---------------------------------- | ---------------------------------- |
| Hace paradas todo el tiempo        | Paradas todo el tiempo             |
| Detalles del periodo de tiempo     |                                    |

| Acceso para discapacitados                                        | Estación         | Servicios | Apertura             | Transferencias y notas |
| ----------------------------------------------------------------- | ---------------- | --------- | -------------------- | --- |
| Acceso para discapacitados                                        | Avenida Franklin | S         | 15 de agosto de 1896 | A C (línea de la Calle Fulton) |
|                                                                   | Estación Bedford |           | 18 de agosto de 1878 | Obsoleta como terminal en 1896 por la estación de la Avenida Franklin; locación servida por la Calle Dean (cerrada). Las vías de conexiones y algunas facilidades fueron retenidas hasta que dejaron de operar entre 1904 y 1905. |
|                                                                   | Calle Dean       |           | 15 de agosto de 1896 | Cerrada c.en 1899; reabierta el 28 de agosto de 1901; clausurada en 1995; ahora demolida |
| Acceso para discapacitados                                        | Park Place       | S         | c. 1900              | |
|                                                                   | Botanic Garden   | S         | 1928                 | 2 3 4 5 (IRT Eastern Parkway Line en la Avenida Franklin) |
|                                                                   | Consumers Park   |           |                      | Clausurada en 1928; ahora demolida |
| Acceso para discapacitados                                        | Prospect Park    | S         | 2 de julio de 1878   | B Q (línea Brighton) |
| conexión de vías con la línea Brighton (actualmente sin servicio) |                  |           |                      | |